# Szmergiel
Szmergiel – skała metamorficzna, składająca się głównie z drobnoziarnistego korundu, hematytu (lub magnetytu) i kwarcu. Zazwyczaj jest produktem przeobrażenia boksytów. W przemyśle stosowana jako materiał ścierny.